# Jääli
Jääli ou Jäälinkylä est  un  quartier du district de Jääli de la ville d'Oulu en Finlande.

## Description
Le quartier compte 4 419 habitants (31.12.2018).

## Galerie

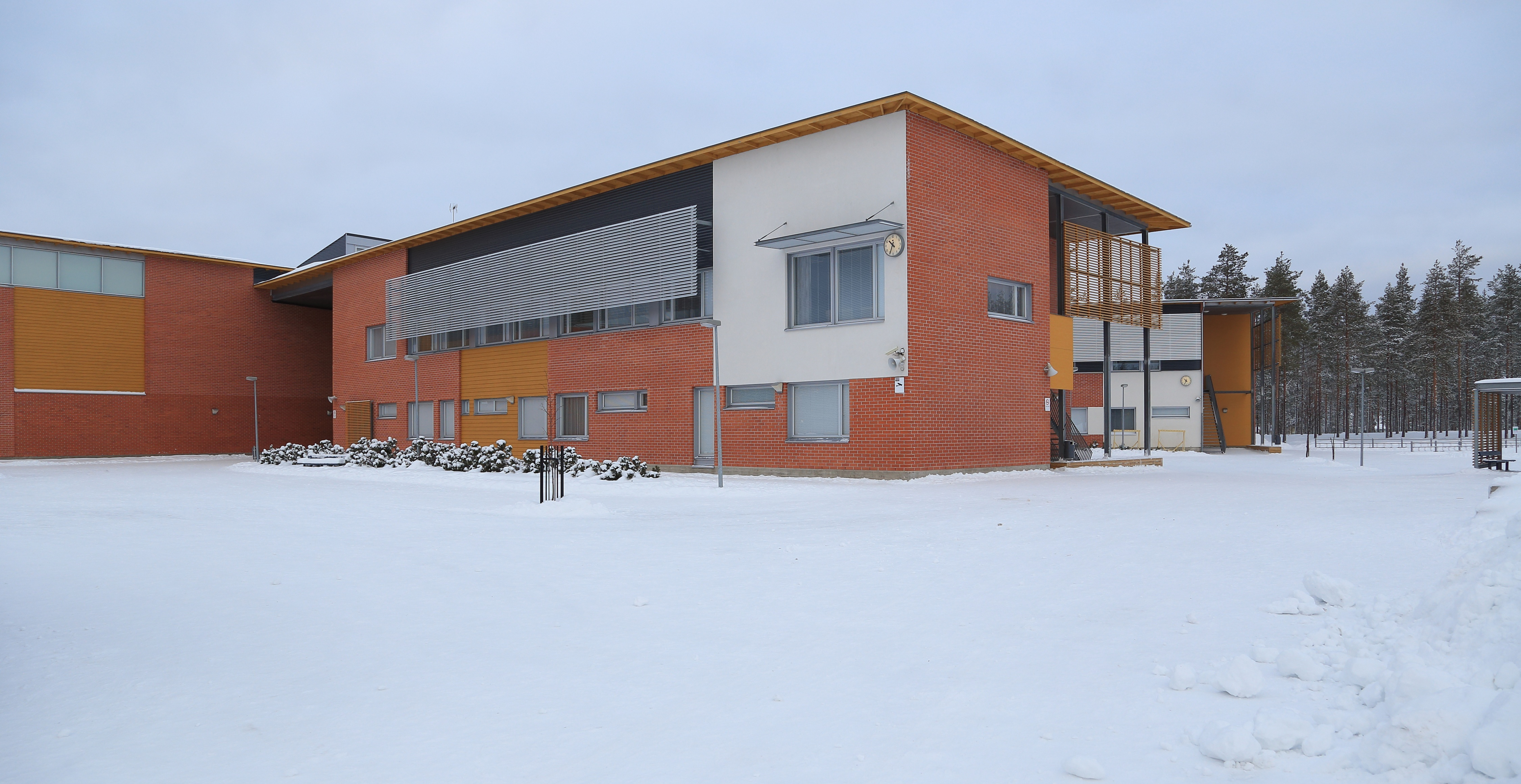
École de Laivakangas.
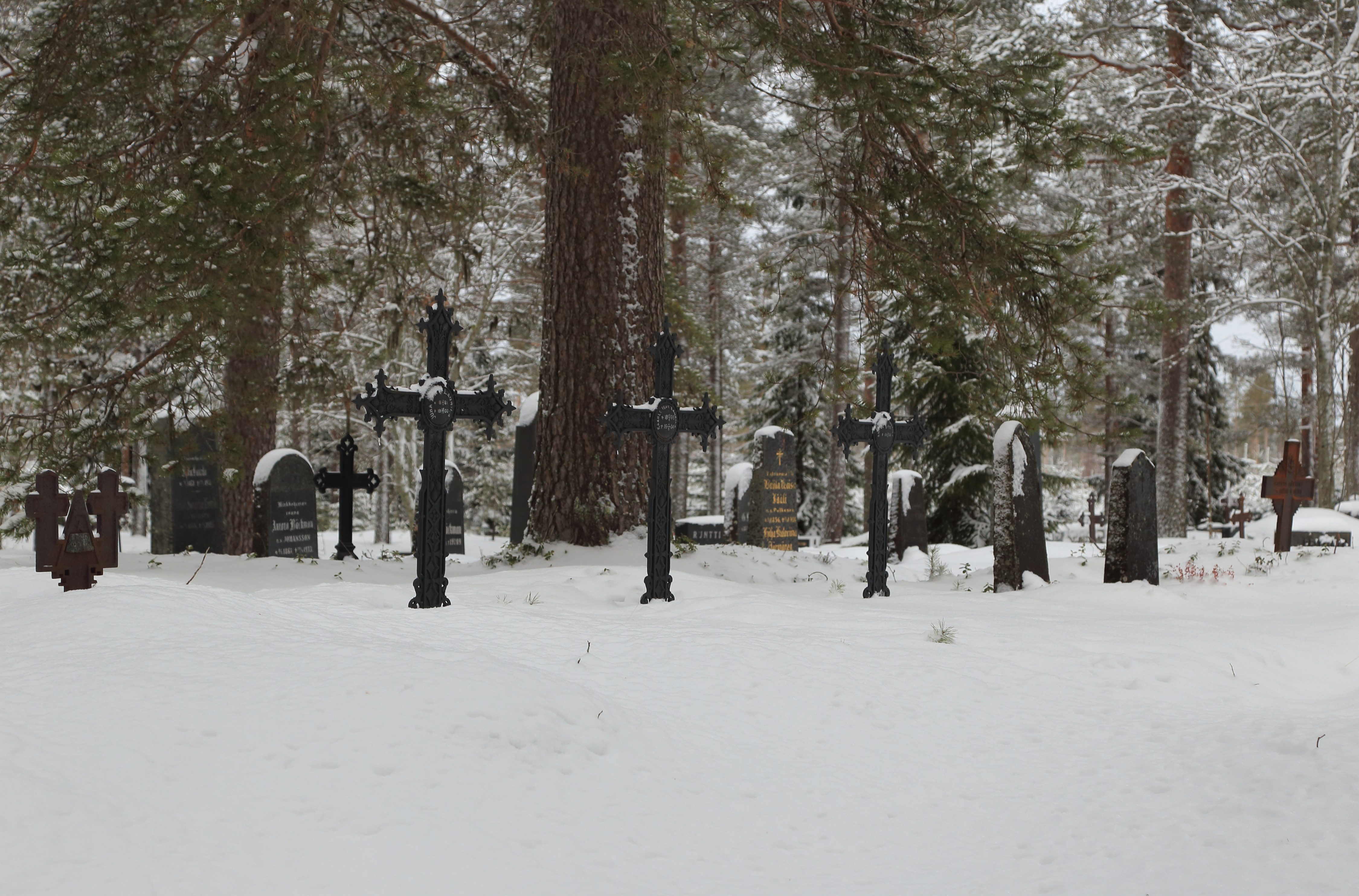
Cimetière de Jääli.
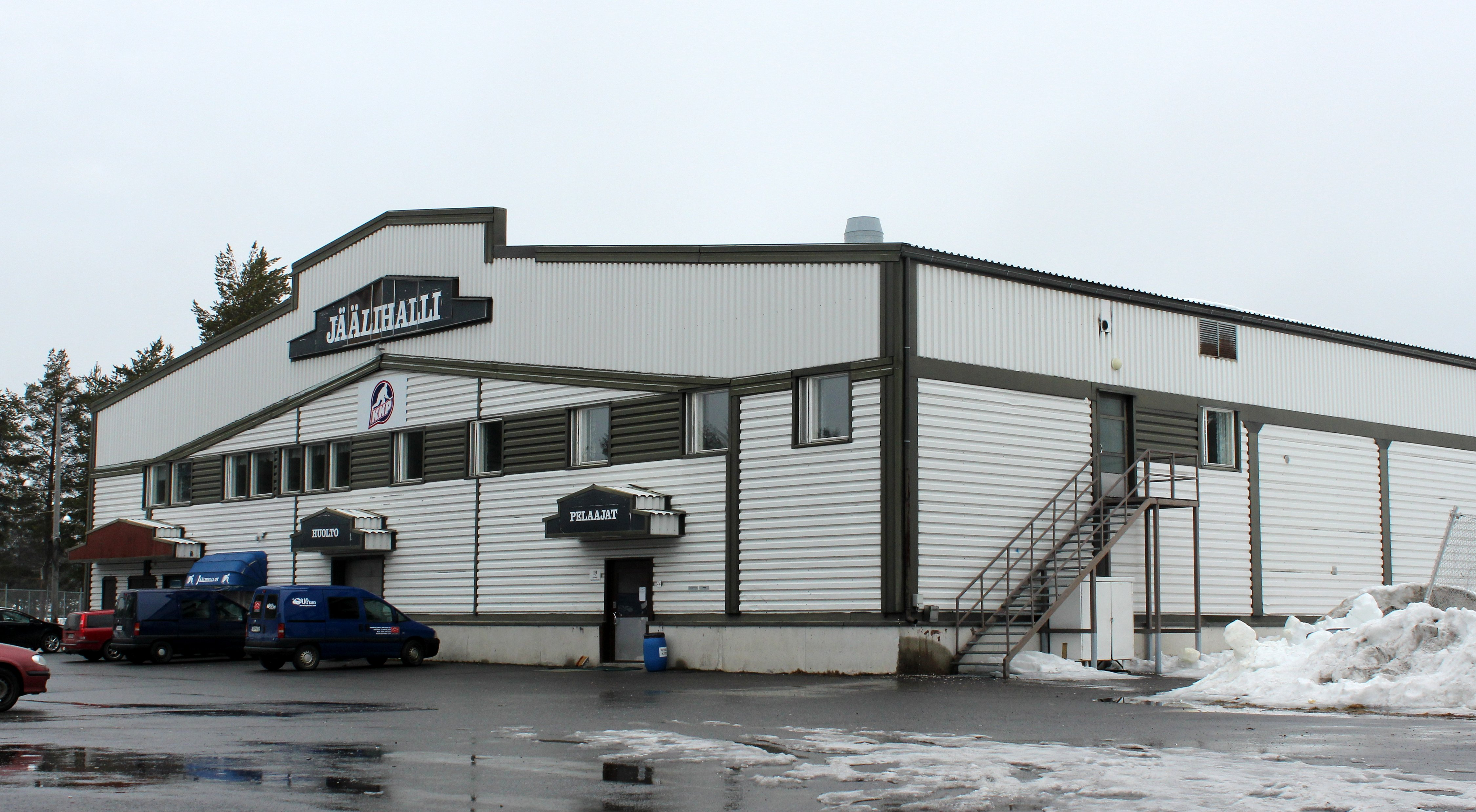
Patinoire de Jääli.